# Religionernas världsparlament

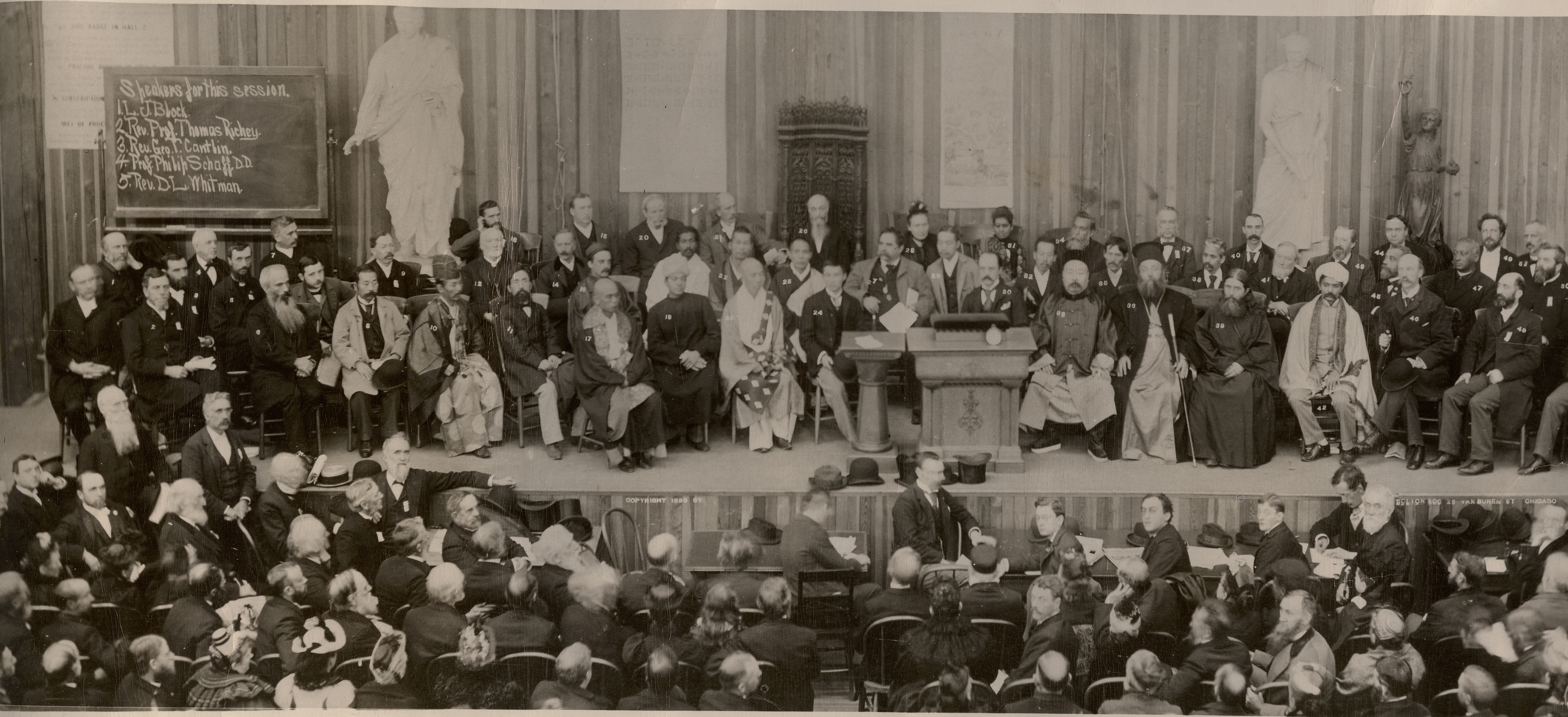
Chicago, 1893

Religionernas världsparlament hölls 1893 i Chicago, Illinois, USA.
Många och olika trosöverskridande ansträngningar har gjorts för att främja en religiös förståelse över religionsgränserna. Ett religionernas världsparlament Representanter för alla världens religioner och religiösa strömningar deltog den gången. Särskilt uppmärksamhet bland de färgrika deltagarna väckte en buddhist, Anagarika Dharmapala (som spelade en viktig roll för det buddhistiska återuppvaknandet och den antikolonialistiska kampen på Ceylon och i Indien), och en hindu, Vivekananda, som båda trollband publiken - Vivekananda jämfördes i pressrapporterna med den lidelsefulle Othello, och Dharmapala med Jesus. Den reformerade hinduism som Vivekanandas lära byggde på var Ramakrishnas vedantafilosofi. För första gången blev bahá'í omnämnd på den amerikanska kontinenten.
Studerar man religionsmöternas historia är det imponerande att märka att vid slutet av 1800-talet diskuterades förhållandena mellan olika religioner aktivt. Religionernas världsparlament 1893 väckte mycket intresse i Europa, samt Skandinavien. Världsparlamentets dokument - två böcker - publicerades på svenska redan 1894 och böckerna studerades aktivt i hela Norden. Den svenska boken börjar med bibelcitat från Malaki 2:10: "Har vi inte alla en och samma fader? Har inte en och samma Gud skapat oss?"
I 1993 hölls jubileet i Chicago och 8 000 religiöst aktiva från hela världen samlades för att dryfta de kritiska och viktiga frågor som mänskligheten står inför.